# کاتسواکی سوسا
کاتسواکی سوسا (انگلیسی: Katsuaki Susa؛ زادهٔ ۱۳ سپتامبر ۱۹۸۴) بوکسور اهل ژاپن است.